# Син кардинал
Син кардинал (Passerina caerulea) е вид птица от семейство Cardinalidae.

## Разпространение
Видът е разпространен в Бахамските острови, Белиз, Гватемала, Доминиканската република, Еквадор, Канада, Колумбия, Коста Рика, Куба, Мексико, Никарагуа, Панама, Пуерто Рико, Салвадор, САЩ, Търкс и Кайкос, Хаити и Хондурас.